# Страсбург-Віль
48°35′07″ пн. ш. 7°44′03″ сх. д. / 48.585144° пн. ш. 7.734263° сх. д.
Стра́сбурзький вокзал (Головний вокзал Страсбурга, фр. Gare de Strasbourg-Ville) — наскрізний наземний критий залізничний вокзал, що є центральною станцією у французькому місті Страсбурзі.

## Історія
Сьогоднішній Страсбурзький вокзал це вже другий вокзал міста. Перший вокзал розташовувався на сьогоднішній площі Place des Halles, де колишня територія залізничної станції в 1974 була забудована великим торговим центром. Урочисте відкриття першого вокзалу Страсбурга відбулося 15 вересня 1854 року. Він був частково зруйнований під час Франко-Прусської війни 1870—1871 років, а потім відновлений німецькими військовими під німецькою владою.
Будівництво сьогоднішнього Страсбурзького вокзалу відбулося в той час, коли Ельзас був частиною «імперської провінції» Ельзас-Лотарінгія у складі Німецької імперії. Вокзал споруджувався біля Укріплень Вобана. Будівельні роботи розпочато в 1878 році берлінським архітектором Йоганном Якобсталем. Вокзал був урочисто відкритий уже 15 серпня 1883 року та замінив стару головну залізничну станцію Страсбурга. Будівельні роботи тривали й були закінчені лише 1898 року. Вокзал служив спочатку не тільки як пасажирський, але також як товарно-сортувальна станція.

## Реконструкція

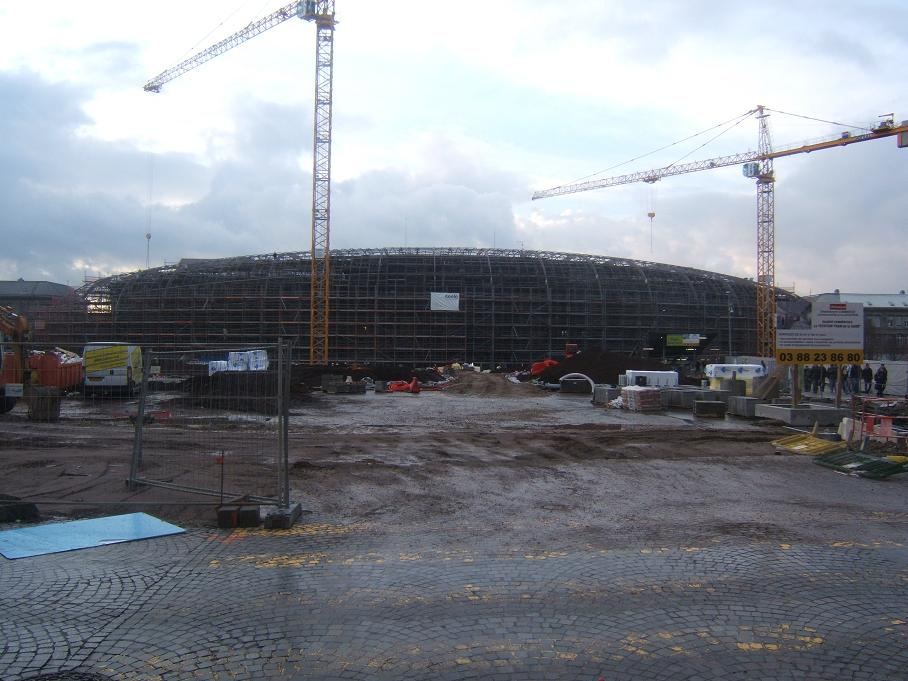
Залізничний вокзал під час реконструкції

У 2006 та 2007 роках у рамках приєднання до мережі ліній TGV вокзал зазнав масштабної реконструкції. Щодня близько 300 робітників працювали над реконструкцією вокзалу, яка коштувала 150 млн євро. Над вокзалом був добудований скляний купол, на який пішло від 600 до 900 т скла і який накрив собою будівлю XIX століття. Крім того, у будівлі проклали панельне опалення в підлозі. Пост електричної централізації був оснащений новою комп'ютеризованою системою, яка на сьогодні є найбільшою у Франції. Вона була встановлена протягом 4 та 5 листопада 2006 року, що спричинило 30-годинну перерву експлуатації залізниці. Залізничні платформи та привокзальна площа також були реконструйовані. Праворуч від фасаду будівлі збудували велосипедну стоянку, розраховану на 850 велосипедів. По-новому оформлений вокзал був урочисто відкритий 5 листопада 2007 з запізненням на чотири місяці.
Страсбурзький вокзал — один із найважливіших вокзалів на сході Франції. Він перебуває у власності французької державної залізничної компанії SNCF. Нарівні з SNCF його також використовують і німецькі залізничні підприємства, такі як Deutsche Bahn та мережа регіональних електричок району Ортенау. Після введення в експлуатацію лінії LGV Est européenne 10 червня 2007 року дальні залізничні сполучення, як і регіональні перевезення, значно покращилися. Після введення в експлуатацію лінії LGV Rhin-Rhône у 2011 році, що з'єднала Страсбург із південними залізничними напрямками, також суттєво покращилося сполучення в цьому напрямку. Нині Страсбурзький вокзал пропускає близько 60 000 пасажирів щодня.

## Фотогалерея

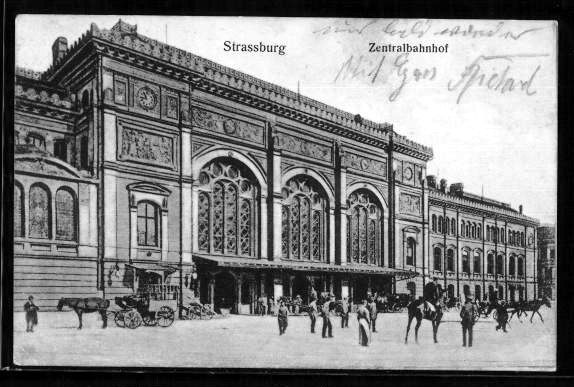
Залізничний вокзал у Страсбурзі у 1905 році
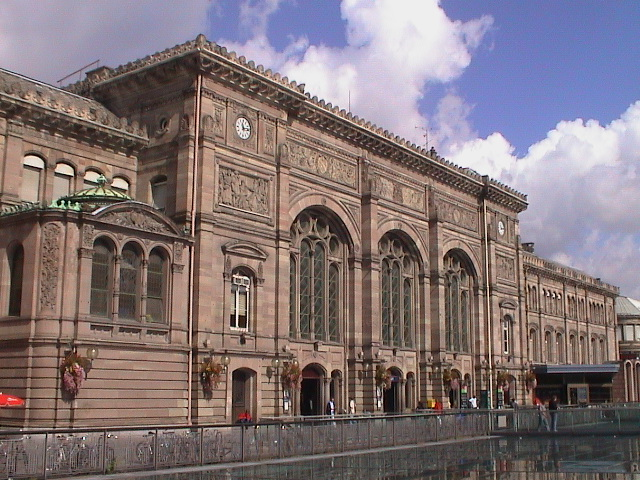
Будівля Страсбурзького вокзалу у 2002 році
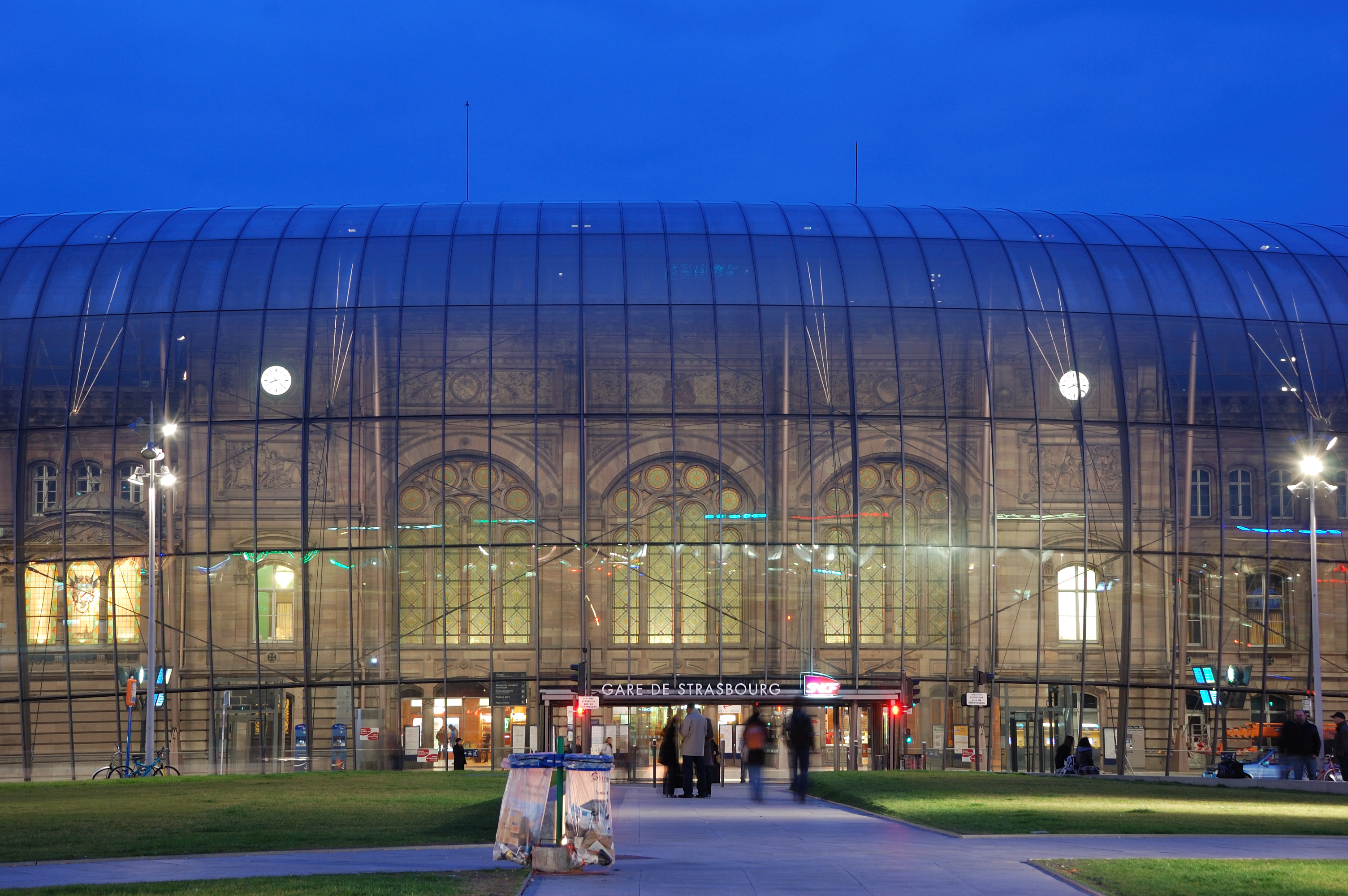
Вид на будинок XIX століття крізь скляну баню